# مارتن جاي كلاين
مارتن جاي كلاين (بالإنجليزية: Martin Jesse Klein) هو فيزيائي ومؤرخ وأستاذ جامعي أمريكي، ولد في 25 يونيو 1924 في نيويورك في الولايات المتحدة، وتوفي في 28 مارس 2009 في تشابل هيل في الولايات المتحدة.